# Martha Reeves
Martha Rose Reeves (født 18. juli 1941 i Eufaula, Alabama) er en amerikansk R&B- og Pop sangerinde og tidligere politiker, der er mest kendt for sin tid som forsanger i Motowngruppen Martha and the Vandellas.

## Diskografi
Diskografien omfatter udgivelser som soloartist.

### Albums
- 1973: Willie Dynamite Soundtrack (MCA)
- 1974: Martha Reeves (MCA)
- 1975: Rainbow (Phonarama)
- 1977: For the Rest of My Life (Arista)
- 1978: We Meet Again (Fantasy)
- 1980: Gotta Keep Moving (Fantasy)
- 2004: Home To You (Itch/True Life Entertainment)

### Singler
1. "Power of Love" (1974) (#76 Pop; #27 R&B)
2. "Wild Night" (1974) (#74 R&B)
3. "Love Blind" (1975) (#61 R&B)